# Grimburgwal 1-5
Grimburgwal 1-5 is een gebouw op de hoek van de Grimburgwal en Nes in Amsterdam-Centrum. Het gebouw is sinds 1995 gemeentelijk monument

## Geschiedenis

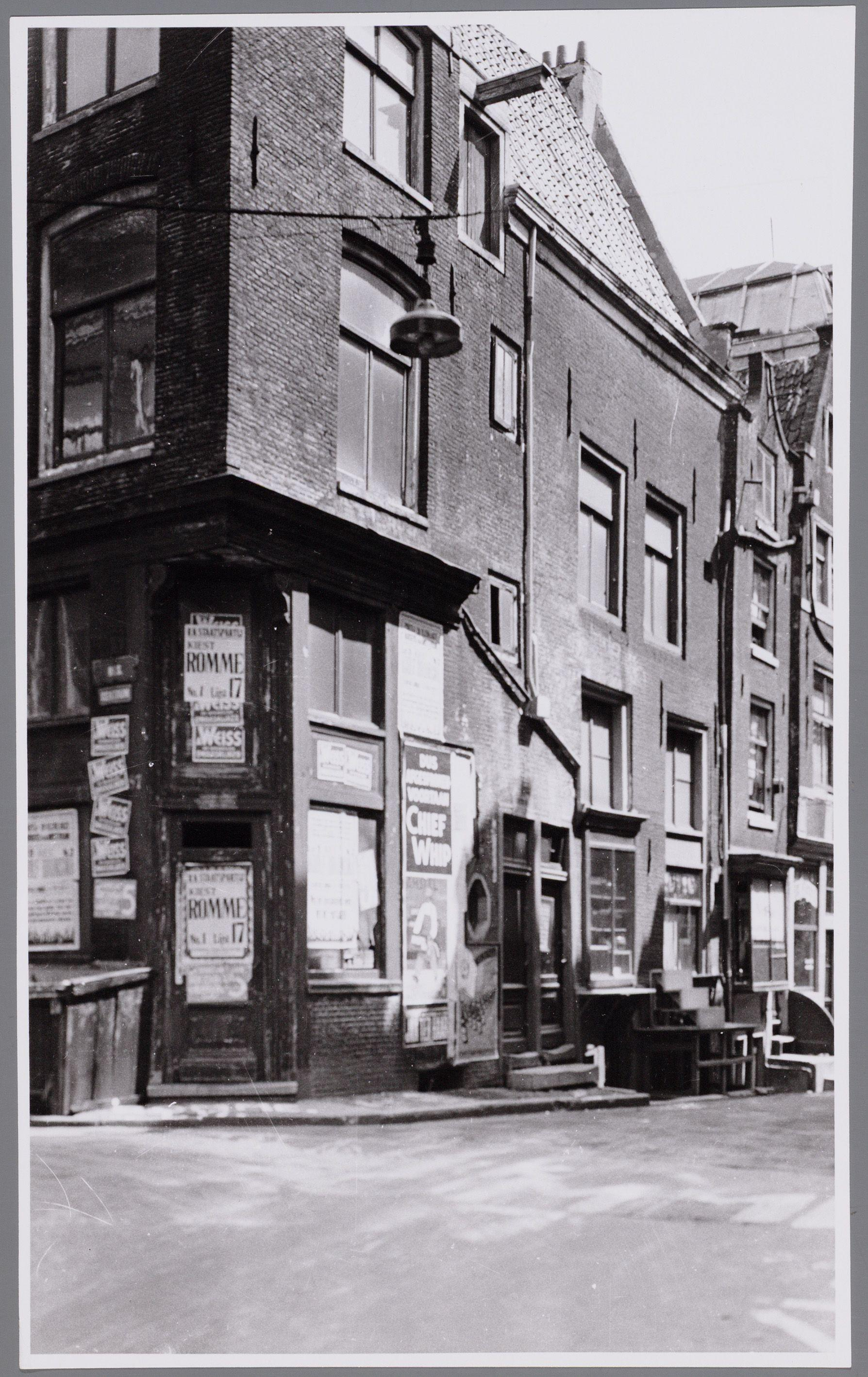
De hoek (1931)

Deze omgeving ten oosten van het Rokin en Amstel is al eeuwenlang bebouwd. Voor gebouwen aan de Nes 85 en 87 was men tot ver in de jaren twintig lovend. Gerrit van Arkel noemde het in 1900 in zijn Noord-Hollandsche oudheden met name nummer 85 behorend tot "de fraaiste uit het begin de 17e eeuw" en verwees naar een stijl van Hendrick de Keyser met zijn trapgevels. Tekenaar E.W. Geerling tekende gebouw en gevelstenen. Ook in de Historische gids van Amsterdam (1929) van A.E. d’Ailly wordt nummer 85 nog omschreven als huis van bouwkundige waarde. In de Voorloopige lijst der Nederlandsche monumenten van geschiedenis en kunst uit 1933 wordt dit nog eens herhaald. Het stond toen (alhoewel al gesloopt) de boek als nummer 2275 op de lijst van gebouwen die weleens tot monument konden worden verklaard. Herman Misset schilderde het tafereel nog in 1930. 

## Verder
Het was in de jaren dertig, hoe nauw ook, een druk straatje in de stad. Dagelijks vond men hier ambtenaren op weg naar het stadhuis genaamd Prinsenhof, docenten en studenten aan de Universiteit van Amsterdam en verplegers, doktoren en bezoekers aan het Binnengasthuis. Hoe druk die straat ook was, een gezellig zicht gaf het straatje niet. Op de bedoelde hoek stonden in diezelfde jaren winkels met daarboven woningen, die al enige tijd onbewoonbaar verklaard waren. Een antiquair en winkel in aquaria hielden nog dapper stand; die winkel in aquaria was echter voornamelijk bekend vanwege witte muizen die in een terrarium op straat speelden.

## Moderne geschiedenis

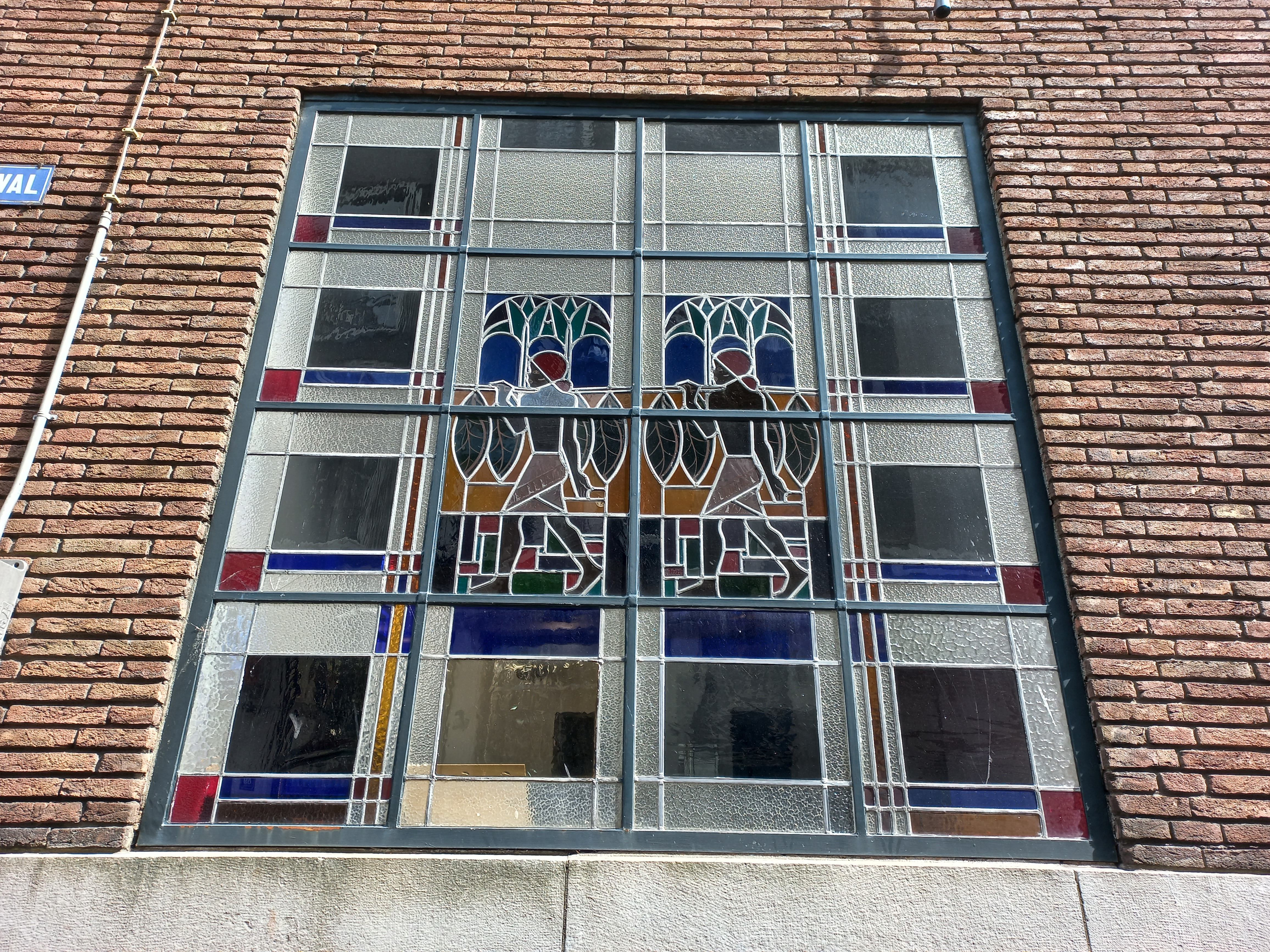
Tafereel verwijst naar gebruik en koloniale tijd (juni 2023)

Ondertussen had de tabaksfirma zich gevestigd op Nes 73-83 op Nes dan wel Gebed zonder End 4. In najaar 1931 werd deze noordoostelijke hoek afgebroken om plaats te maken voor een kantoor/opslag van tabakshandelaar J.H.A. Gebing. Aan de huisnummering te zien ging het om vijf gebouwen (Nes 83-85, Grimburgwal 1-5). Vanwege de nauwe straat werd ten tijde van de sloop de Langebrugsteeg en de Grimburgwal ter plaatse gesloten; er was onvoldoende ruimte om verkeer veilig de werkzaamheden te laten passeren.  De firma, in 1934 Gebing en Lieftinck, had architect Henk van Kempen ingeschakeld voor dit hoekpand, dat gebouwd werd in de stijl van de Nieuwe Zakelijkheid, al vinden anderen dat het past binnen de bouwstijl Amsterdamse School. Van Kempen werd voornamelijk bekend van zijn werk in en om Bloemendaal. Opvallend aan het gebouw is het steile puntdak en de glas-in-lood-panelen aan de Grimburgwalzijde. 
Het bedrijf zou er tot in de jaren zestig gevestigd blijven. Sinds 1975 houdt kunstenaar Hans Appenzeller hier atelier, winkel en lunchroom, nadat het gebouw eerst enige tijd leegstond en dichtgetimmerd was.

## Gevelsteen
Hoog in de gevel aan de Nes is een 17e eeuwse gevelsteen Den gulden nagel zichtbaar; deze kwam mee uit het oude pand dat daar stond. Het zat origineel net boven de winkelrand; in de nieuwe situatie hoog vlak onder de puntgevel. Origineel had het pand drie gevelstenen, Den gulden nagel werd geflankeerd door een steen Anno, de andere met jaartal was in 1900 al niet meer zichtbaar, aldus Van Arkel.